# ファレーズ (カルヴァドス県)
ファレーズ （Falaise）は、フランス、ノルマンディー地域圏、カルヴァドス県のコミューン。自治体としてレジオン・ドヌール勲章を授かっている。

## 地理
アント川に面した岩の露出部の上に、古い城壁都市としてそびえる。ファレーズの名は、ノルマンディー内での地方名（地形上の）でもある。

## 歴史

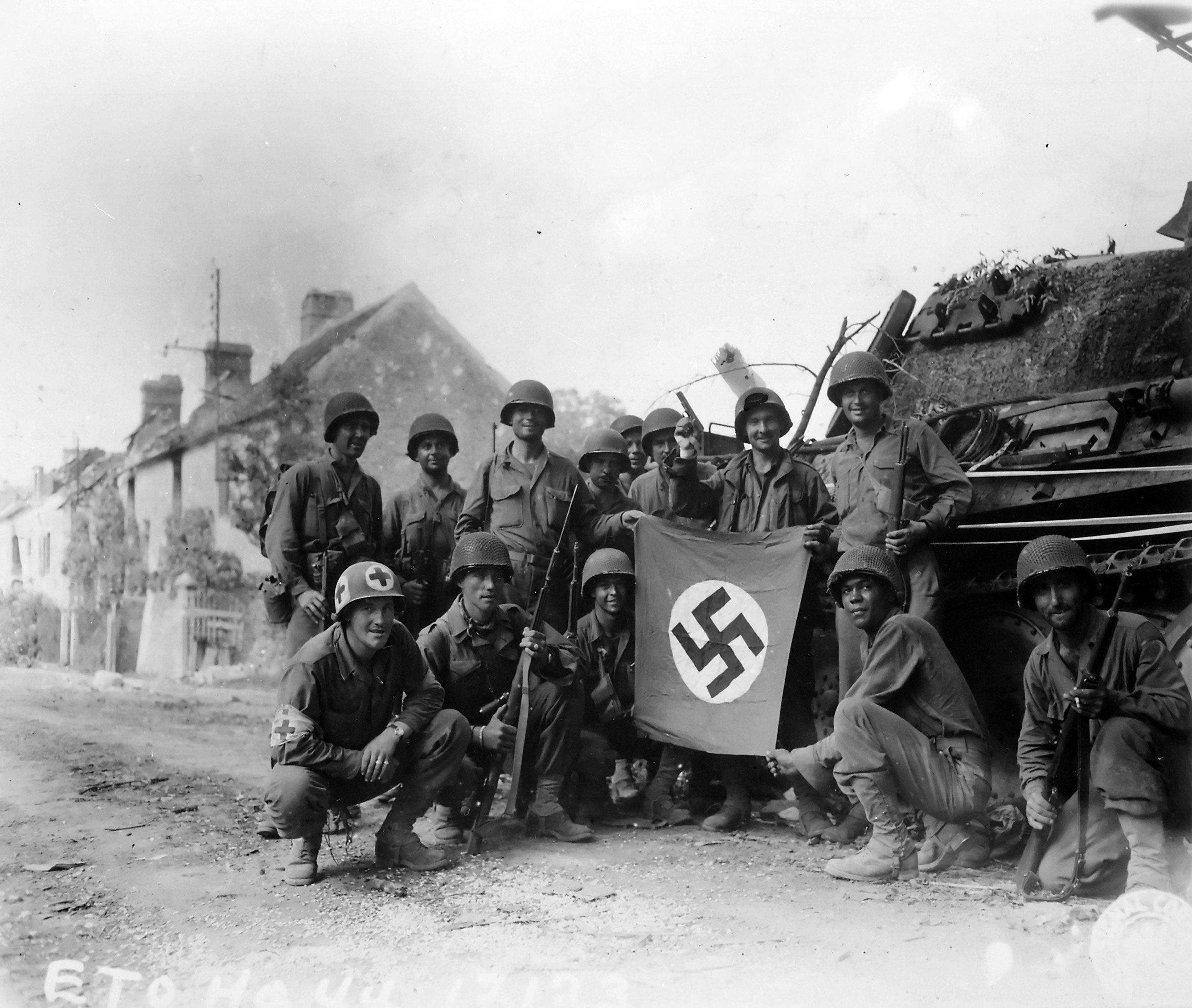
ファレーズ解放を祝う米軍兵士たち

中世の町の外側にあるギブレーは、メロヴィング朝時代は聖母教会のある人通りの激しい土地であった。ノルマンディー公ロベール1世時代、ファレーズには公国の首都が置かれていた。庶子であったウィリアム征服王は皮なめし職人の娘アルレットを母として、ファレーズで誕生した。
1174年、イングランド王ヘンリー2世とスコットランド王ウィリアム1世はこの地でファレーズ条約を結んだ（スコットランドがイングランドの属国化した）。
1926年まで、ファレーズは郡庁所在地だった。第二次世界大戦中の1944年8月、ファレーズ・ポケットの戦闘が起きた。

## ギャラリー

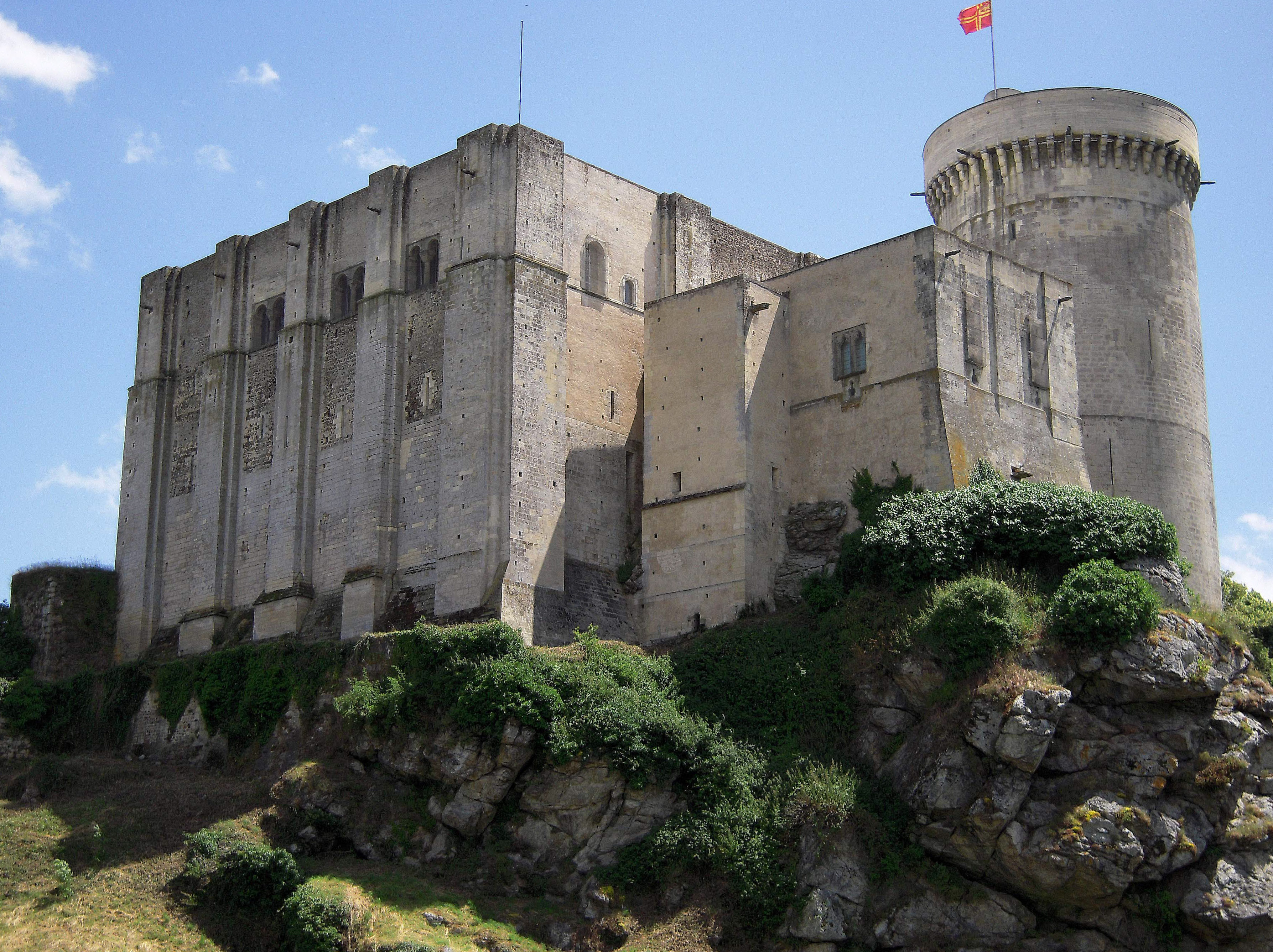
ファレーズ城。アングロノルマン様式建築
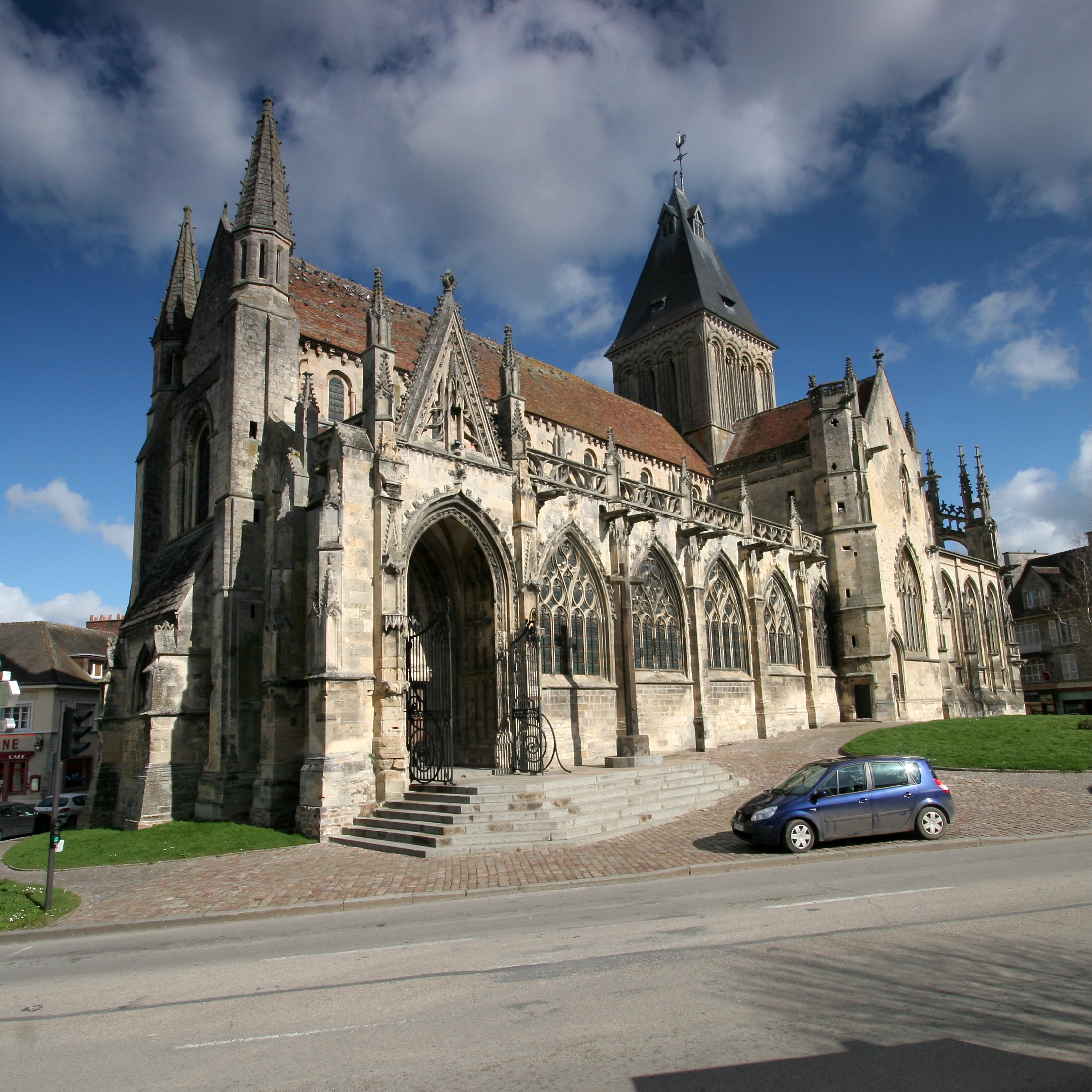
サン＝ジュルヴェ教会
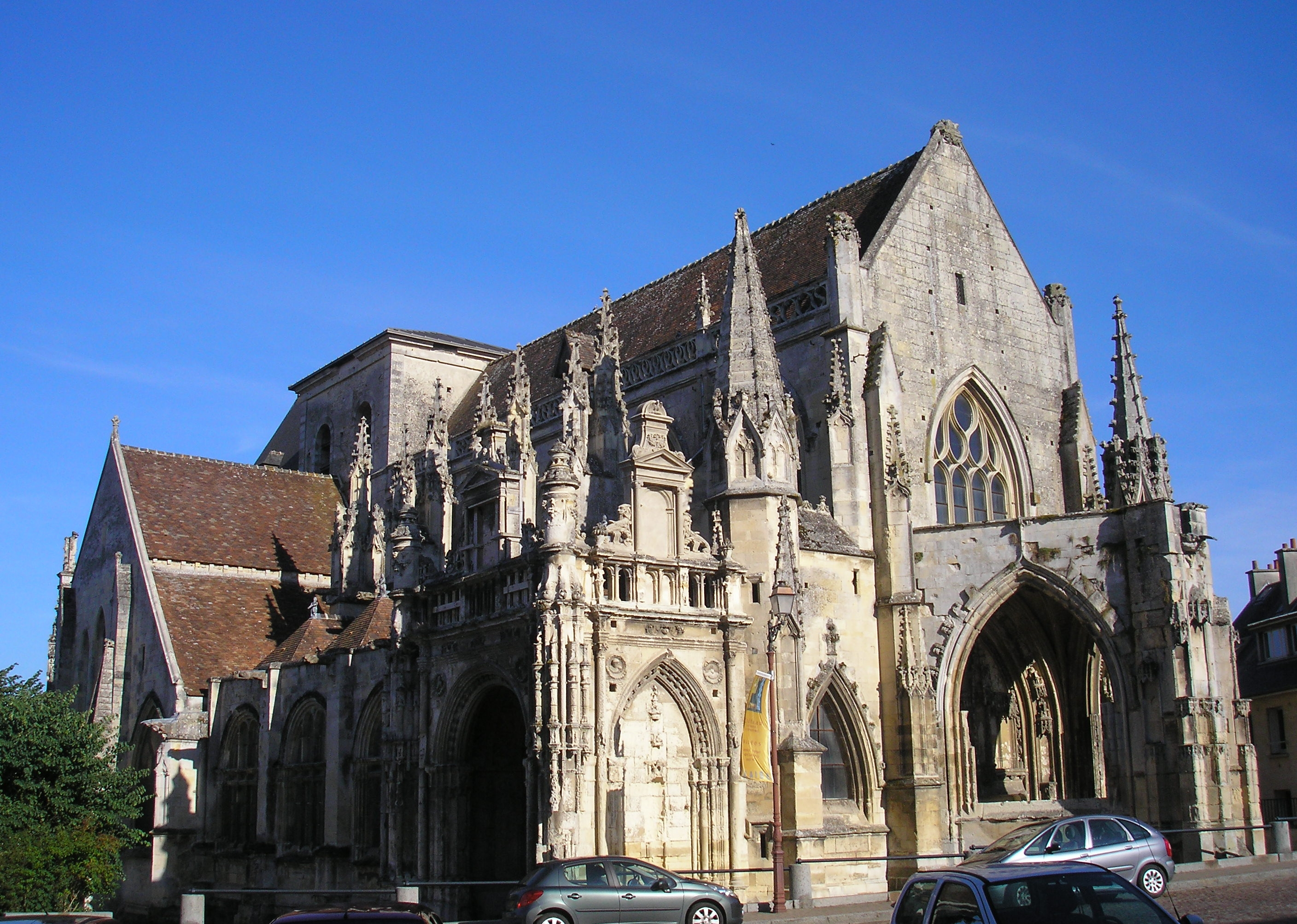
トリニテ教会

## 姉妹都市
- ヘンレー、イギリス
- バート・ノイシュタット、イギリス
- カッシーノ、イタリア
- アルマ (ケベック州)、カナダ